# Чайчинецька бучина
Чайчине́цька бучи́на — ботанічна пам'ятка природи місцевого значення в Україні. Розташована поблизу села Чайчинці Кременецького району Тернопільської області, у кв. 22, вид. 13 Вишнівецького лісництва Кременецького держлісгоспу, в межах лісового урочища «Чайчинці».
Площа — 1,9 га. Оголошена об'єктом природно-заповідного фонду рішенням виконкому Тернопільської обласної ради № 131 від 14 березня 1977. Перебуває у віданні Тернопільського обласного управління лісового господарства.
Під охороною — букові насадження 2 бонітету, віком 130 р. Має наукове, пізнавальне та господарське значення.